# クィア
クィア（英: Queer）は、ヘテロセクシュアル（異性愛者）でない人々およびシスジェンダー（性自認が一致している人）でない人々を指す総称。元は「不思議な」「風変わりな」「奇妙な」などの意味を持つ同性愛者に対する侮蔑語であったが、20世紀後半から戦略的にあえて自分達をクィアと呼ぶことで権利を主張していき、現代では肯定的な意味合いを持つ言葉に変化した。

## 概説
「queer」という言葉が英語圏では男性同性愛者のことを指したために、20世紀にかけては、主にセクシュアル・マイノリティ（性的少数者）に対する蔑称、差別用語として用いられた。
1980年代後半になって、セクシュアル・マイノリティの一部の者たちは、侮蔑用語となった「クィア」を、異性愛やジェンダー・バイナリを規範とする社会に違和感を覚える性的指向、性自認、性のあり方、およびそのような自分達を言及する際の適切な用語として、自己肯定的に用いる言葉に採用し使用するようになった。
「クィア」という語を学問領域で初めて肯定的に使用したのは、テレサ・デ・ラウレティス（テレサ・デ・ローティス）である。彼女は、1990年2月に、カリフォルニア大学サンタクルーズ校で行われた、レズビアンやゲイのセクシュアリティを理論的に考える研究会議「クィア・セオリー」においてクィア概念を提唱した。
風間孝、河口和也、キース・ヴィンセント 『別冊id研』によると、ラウレティスは、アメリカ合衆国において、「ゲイとレズビアン」という“ひとかたまり”の集団として扱われることについて、セクシュアリティについての差異がないかのように捉えられていることを問題提起する機会として会議を主催。そのときには、人種とセクシュアリティの関係についてなど、セクシュアリティという単一な概念から、多様で複数性のあるセクシュアリティーズや様々な潜在的な人を組み入れて言及できる言葉として「クィア」という語を使用した。
イヴ・セジウィックによると、「クィア」とは「連続する動き、運動、そして動因であり―繰り返し、渦巻き、トラブル性をもつもの」とされる（Sedgwick "TendenciesLondon:Routledge", 1994）。
現在は若い世代で肯定的に受け入れられる用語になっており、逆に高齢な世代では否定的に受け止められることがある。アメリカのZ世代は「クィア」という言葉を上の世代よりも好んで使用する傾向にある。

## 日本における「クィア」
日本における本語の普及は『クィア・スタディーズ』、『クィア・パラダイス』、『クィア・ジャパン』、『変態（クィア）入門』の編著としての、伏見憲明の労に依る面が大きい。
文学研究者の竹村和子は、クィアという言葉が、ファッショナブルに消費される可能性について、「変態」という常ならざるという立場を積極的に活かして、「変態理論」という訳も可能であることについて述べている（小森陽一 『研究する意味』、東京図書、2003年）。
「クィア」という語を「定義」するか否かについて、社会学者の上野千鶴子と心理学者の小倉千加子が、『ザ・フェミニズム』（筑摩書房、2002年3月、ISBN 4480863370）の中で議論している。上野はクィアを定義する必要を感じないことを主張し、小倉は一度定義し、突き壊すべきではないかと主張している。

## 関連文献
- 『現代思想2019年2月号 特集＝「男性学」の現在』青土社、2019年1月。ISBN 978-4-7917-1376-9。